# Aníbal Machado
Aníbal Monteiro Machado (Sabará, 9 de dezembro de 1894 – Rio de Janeiro, 20 de janeiro de 1964) foi um escritor, futebolista, professor e homem de teatro brasileiro.

## Biografia
Aníbal Monteiro Machado fez os estudos secundários em Belo Horizonte, no Colégio D. Viçoso e no Externato do Ginásio Mineiro, hoje Colégio Estadual. Iniciou o curso superior na Faculdade Livre de Direito do Rio de Janeiro, transferindo-se depois para a de Belo Horizonte, onde se formou em dezembro de 1917. Tornou-se então professor de História Universal num colégio estadual de Minas Gerais e crítico de artes plásticas  no Diário de Minas, onde trabalhou com os poetas Carlos Drummond de Andrade e João Alphonsus de Guimaraens. No início dos anos 1920, participou da novela coletiva O capote do guarda, publicado no antigo jornal Estado de Minas, dirigido por Mário Brant. Depois foi promotor público, primeiro em Minas Gerais e em seguida no Rio de Janeiro, na época capital do país (1924).
Por não se sentir com vocação para a carreira jurídica, deixou a promotoria para ser professor de literatura do Colégio Pedro II. Exercia o magistério paralelamente a um cargo burocrático no Ministério da Justiça, do qual se demitiu diante da movimentação política que resultou na Revolução de 1930.
Começou na literatura quando estudante e, no Rio, ligou-se aos modernistas, com assídua colaboração nos periódicos Revista de Antropofagia, Estética, Revista Acadêmica e Boletim de Ariel.
Eleito presidente da Associação Brasileira de Escritores, organizou, com Sérgio Milliet, o 1º Congresso Brasileiro de Escritores, em 1945. Este congresso, ao defender a liberdade democrática, precipitou o fim da ditadura de Getúlio Vargas.
Apesar de sua atuação no meio literário, o primeiro livro, um ensaio sobre cinema, surgiu apenas em 1941, quando já tinha 46 anos. Na ficção, sua estreia em livro foi Vida Feliz, em 1944, seguindo-se Histórias reunidas, em 1955, Cadernos de João, em 1957 e, postumamente, João Ternura, em 1965. Marcou sua presença de destaque no panorama do conto brasileiro com textos antológicos, como Viagem aos Seios de Duília, Tati, a Garota e A Morte da Porta-Estandarte.
Ligado ao teatro, ajudou a fundar vários grupos teatrais, tais como Os Comediantes, o Teatro Experimental do Negro, o Tablado e o Teatro Popular Brasileiro.
Traduziu peças de Anton Checov e Franz Kafka e escreveu a peça O Piano, adaptada da novela de mesmo nome. Por esta peça, recebeu o Prêmio Cláudio de Sousa, da Academia Brasileira de Letras. Também foi condecorado com a Legião de Honra.
Na década de 1960, seus contos A morte da porta estandarte, Tati, a garota, O iniciado do vento (O Menino e o Vento, 1967) e Viagem aos seios de Duília ganharam versões para o cinema, com colaboração do próprio Aníbal nos roteiros. Manoel Carlos adaptou vários contos de sua obra na telenovela Felicidade, exibida pela Rede Globo em 1991.
Teve seis filhas; entre elas, a escritora e teatróloga Maria Clara Machado, cultuadora e guardiã de sua obra.

## Club Atlético Mineiro
Aníbal Machado foi também futebolista, tendo participado do primeiro time titular do Clube Atlético Mineiro, em 1909, marcando o primeiro gol da história do clube. A partida foi contra o Sport de Belo Horizonte, tendo o Atlético vencido por 3 a 0 numa tarde chuvosa. O campo de jogo ficava onde hoje está a Região Integrada de Segurança Pública das polícias civil e militar, no quarteirão entre a Rodoviária, a Av. Paraná e a Rua Guarani. Quando jogava no Atlético, Aníbal Machado tinha a alcunha de Pingo. Jogou por três anos até se formar em Direito. Depois da fase como jogador, participou da diretoria do clube.

## Importância de sua obra

Rodrigo Mello Franco de Andrade, Aníbal Machado e Zélia Salgado.

Tendo publicado apenas 13 contos, Aníbal produziu, pelo menos, uma obra-prima, Viagem aos seios de Duília, além de alguns contos notáveis, como O iniciado do vento, O Piano, Tati, a garota e O telegrama de Ataxerxes (este com um forte acento kafkiano, embora revestido de um certo humor).
Este conto narra as desventuras de José Maria, um funcionário público, que sublimou na dedicação ao trabalho a sua solidão, a falta de convívio com as mulheres, a incomunicabilidade. José Maria jamais se libertou da visão de um seio de Duília, quando ambos eram adolescentes. Ao se ver aposentado, depois de estéreis tentativas de, enfim, "viver a vida", o velho funcionário, mais do que nunca, se volta para aquela visão do passado e decide ir à procura da mocinha que lhe proporcionou, talvez, a única coisa boa da sua vida.
É um texto magistral sobre a coragem do ser e do vir a ser, sobre a busca de novos desafios e a recusa a considerar aposentadoria como sinônimo de morte, embora esta busca e esta recusa possam ser inúteis.

## Coletânea de 2005
Por não ser muito extensa, a obra de Aníbal Machado costuma aparecer reunida em coletâneas. A mais recente, de 2005, é a A arte de viver e outras artes, publicada pela Graphia Editorial.

Cinco dos oito títulos que compõem a bibliografia de Aníbal Machado, da forma que ele a reconheceu em vida, aparecem reunidos neste livro - O Cinema e sua Influência na Vida Moderna, ensaio que marca, em 1941, a sua estreia em livro, aos 46 anos de idade; Goeldi, outro ensaio, de 1955, sobre a obra do gravador; e Cadernos de João, que acrescenta novos textos aos contidos em ABC das Catástrofes - Topografia da Insônia, de 1951, e em Poemas em Prosa, de 1955. O livro traz uma compilação de sua obra crítica dispersa em periódicos, entre as décadas de 30 e 60, abrangendo estudos sobre literatura, artes plásticas, cinema e teatro, em que se incluem análises sobre Machado de Assis, Walt Whitman, Carlos Drummond de Andrade, Graciliano Ramos, Oswald de Andrade, Lasar Segall, Candido Portinari, Di Cavalcanti, Charles Chaplin e Bertolt Brecht.

## Teses e dissertações
- FONSECA, Maria Augusta Bernardes. Vento, gesto e movimento - a poética de Aníbal Machado. 1984. 189 f. Tese (Doutorado) - Faculdade de Filosofia, Letras e Ciências Humanas da Universidade de São Paulo, São Paulo.
- LACERDA, Andréa Maria de Araújo. O espaço ficcional em contos de Aníbal Machado. 2013. 198 f. Tese (Doutorado) - Faculdade de Letras da Universidade Federal da Paraíba, João Pessoa.
- TEIXEIRA, Marcos Vinícius. Aníbal Machado: um escritor em preparativos. 2012. 313 f. Tese (Doutorado) - Faculdade de Filosofia, Letras e Ciências Humanas da Universidade de São Paulo, São Paulo.
- TEIXEIRA, Marcos Vinícius. João Ternura: romance de uma vida. 2005. 107 f. Dissertação (Mestrado) - Faculdade de Letras da Universidade Federal de Minas Gerais, Belo Horizonte.
- VALE, Luiza Vilma Pires. Concepções estéticas em Aníbal Machado: a originalidade criadora em seus contos. 2011. 246 f. Tese (Doutorado) - Faculdade de Letras da Universidade Federal do Rio Grande do Sul, Porto Alegre.
- WEG, Rosana Morais. Aníbal Machado em seu tempo. 2002. 202 f. Tese (Doutorado em Literatura Brasileira) - Faculdade de Filosofia, Letras e Ciências Humanas da Universidade de São Paulo, São Paulo.
- WEG, Rosana Morais. Caos e catástrofe na obra de Aníbal Machado. 1997. 164 f. Dissertação (Mestrado em Literatura Brasileira) - Faculdade de Filosofia, Letras e Ciências Humanas da Universidade de São Paulo, São Paulo.